# Девиантная логика
Девиантная логика — тип логики, несовместимый с классической логикой. Философ Сьюзен Хаак использует термин «девиантная логика» для обозначения определённых неклассических систем логики. 
В этих логиках:
- множество сформированных формул равно множеству хорошо сформированных формул, полученных с помощью классической логики.
- множество получаемых теорем отличается от множества теорем, получаемых в классической логике.

Набор теорем девиантной логики может отличаться от набора теорем классической логики любым возможным способом: как собственное подмножество, надмножество или полностью исключительное множество. Ярким примером служит троичная логика, разработанная польским логиком и математиком Яном Лукасевичем. Согласно этой системе, любая теорема, в которой действуют законы деления классической логики, не может быть доказана. Термин «девиантная логика» впервые встречается в шестой главе, книги Уилларда Ван Ормана Куайна «Философия логики», Нью-Джерси: Прентис Холл (1970), которую Хаак цитирует на пятнадцатой странице своей книги.

## Квази-девиантная и расширенная логика
Хаак также описала то, что называет квази-девиантной логикой. Эти логики отличаются от чистых девиантных логик тем, что:
- полученное множество хорошо сформированных формул является соответствующим супермножеством множества хорошо сформированных формул, образуемых классической логикой.
- множество полученных теорем является соответствующим супермножеством множества теорем, формируемых классической логикой, причём, как в том, что квазидевиантная логика порождает новые теоремы, использующие хорошо сформированные формулы, общие с классической логикой, так и новые теоремы, использующие новые хорошо сформированные формулы..

И определённый класс просто расширенных логик. В них:
- образованное множество хорошо сформированных формул является соответствующим супермножеством множества хорошо сформированных формул, полученных с помощью классической логикой.
- множество теорем является соответствующим супермножеством множества теорем, порождаемых классической логикой, но только в том смысле, что новые теоремы, генерируемые расширенной логикой, являются лишь результатом новых хорошо сформированных формул.

Под это определение подходят некоторые системы модальной логики. В таких системах, любая новая теорема оказывается невыполнимой в классической логике из-за модальных операторов. Если девиантные и квази-девиантные логики выдвигаются, как правило, в качестве альтернативы классической логике, то расширенные логики используются в качестве дополнения к таковой.

## Два десятилетия спустя
Ахилл Варзи, в своей рецензии на издание книги Хаак 1996 года, отмечает, что исследование не выдержало испытания временем, особенно, в связи с «необычайным распространением неклассических логик в последние два десятилетия — паранепротиворечивых, линейных, субструктурных, немонотонных и бесчисленного количества других логик, для искусственного интеллекта и информатики».
Кроме того, по его мнению, «неопределённость, предложенная Хаак, в настоящее время имеет серьёзные недостатки». Однако, при этом, учёный соглашается, что «как защита философской позиции, девиантная логика — имеет значимость».